# Gilmanton
Gilmanton est une municipalité américaine située dans le comté de Belknap au New Hampshire. Selon le recensement de 2010, sa population est de 3 777 habitants.

## Géographie
La municipalité s'étend sur 59,00 milles carrés (152,81 km2), dont 1,76 milles carrés (4,56 km2) d'étendues d'eau.

## Histoire
La municipalité est créée en 1727 mais n'est fondée qu'en 1761, en raison du risque d'attaques amérindiennes. Gilmanton doit son nom à la famille Gilman, dont 24 membres faisaient partie de ses fondateurs.